# إيهور ليفتشينكو
إيهور ليفتشينكو (بالأوكرانية: Левченко Ігор Олександрович)‏ هو لاعب كرة قدم أوكراني في مركز حراسة المرمى، ولد في 23 فبراير 1991 في دونيتسك في أوكرانيا. شارك مع منتخب أوكرانيا تحت 16 سنة لكرة القدم ومنتخب أوكرانيا تحت 17 سنة لكرة القدم ومنتخب أوكرانيا تحت 18 سنة لكرة القدم ومنتخب أوكرانيا تحت 19 سنة لكرة القدم. أما مع النوادي، فقد لعب مع أولمبيك دونيتسك وزوريا لوهانسك وميتالوره زابورجيا.

## وصلات خارجية
- إيهور ليفتشينكو على موقع اتحاد أوكرانيا (الإنجليزية)
- إيهور ليفتشينكو على موقع قاعدة بيانات كرة القدم.إي يو (الإنجليزية)
- إيهور ليفتشينكو على موقع Soccerway.com (الإنجليزية)
- إيهور ليفتشينكو على موقع عالم كرة القدم.نت (الإنجليزية)
- إيهور ليفتشينكو على موقع AS.com (الإسبانية)